# À Paris (nouvelle)
Pour les articles homonymes, voir À Paris.
À Paris est une nouvelle d’Anton Tchekhov, parue en 1886 dans la revue russe Les Éclats, no 12, du 22 mars 1886, sous le pseudonyme d’A.Tchekhonte.

## Résumé
Le secrétaire Griaznov et l’instituteur Lampadkine rentrent ivres d’une fête donnée en l’honneur d’un inspecteur de police. En chemin, ils sont mordus par un chien qu’ils avaient maltraité. Tous les témoins assurent que le chien est enragé. Arrivés chez Griaznov, les deux compères jouent aux cartes sans se soucier de la morsure. Le docteur Katachkine, prévenu par des voisins, vient faire la leçon aux deux hommes, il leur fait peur et brûle les morsures avec du nitrate d’argent.
Le lendemain, le chef de district Posvonotchnikov leur rend visite. Il ordonne qu’ils aillent à Paris chez Louis Pasteur. Lampadkine est enthousiaste d’aller en Europe, voir la civilisation. Il a tôt fait de convaincre Griaznov, plus récalcitrant à l'idée de quitter sa ville.
On récolte de l'argent, des dons et, cinq jours plus tard, un cortège accompagne les deux hommes à la gare. Quatre jours plus tard, Lampadkine est de retour, seul. Ils se sont arrêtés à Koursk dans un café, ils ont bu : Griaznov est bloqué là-bas, il faut lui envoyer de l’argent.

## Édition française
- À Paris, traduit par Edouard Parayre, Les Éditeurs Français Réunis, 1958.